# جنا سیمس
جنا سیمس (به انگلیسی: Jena Sims)(زاده ۳۰ دسامبر ۱۹۸۸) بازیگر آمریکایی است.
از کارهای معروف او می‌توان به بازی در فیلم حمله هلهله‌چی ۵۰ فوتی اشاره کرد.